# St. Mariä Empfängnis (Bredenscheid)

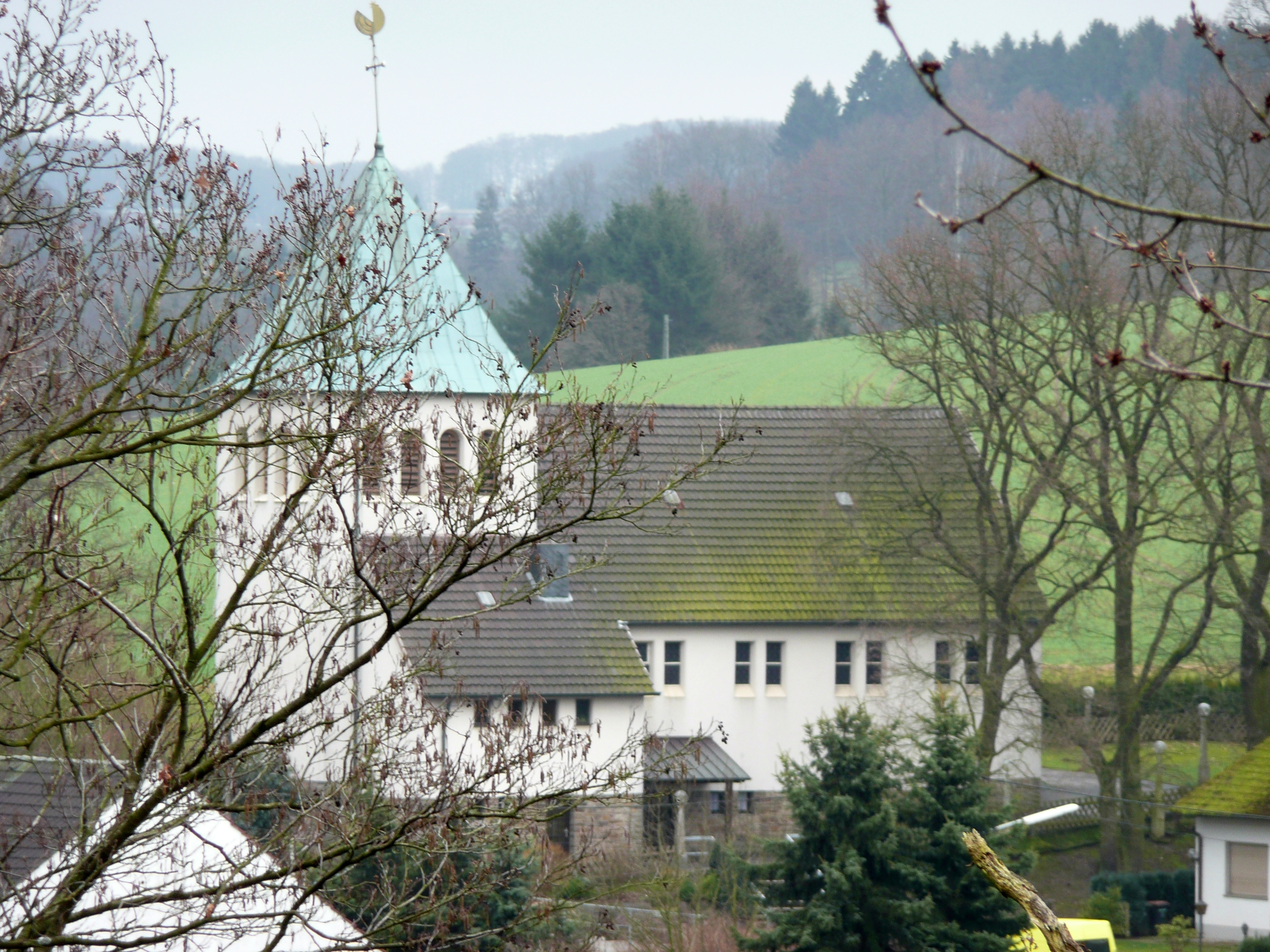
Bredenscheid, St. Mariä Empfängnis

Die Kirche Sankt Mariä Empfängnis war die römisch-katholische Kirche in Bredenscheid, einem Ortsteil der Stadt Hattingen im Ennepe-Ruhr-Kreis in Nordrhein-Westfalen. Das nach dem Marientitel Unbefleckte Empfängnis benannte Gotteshaus gehörte zuletzt zur Pfarrei St. Peter und Paul mit Sitz in Hattingen, im Kreisdekanat Hattingen/Schwelm des Bistums Essen.

## Geschichte
St. Mariä Empfängnis wurde 1953 erbaut. Die kleine Kirche liegt mitten im Grünen, etwas entfernt von den Wohngebieten, in unmittelbarer Nähe zum Antoniusheim, dem Kloster der Schwestern vom Zeugnis der Liebe Christi und der Wirkungsstätte von Mutter Theresia Albers.
Von 1964 bis 1970 gestaltete der Künstler Benno Werth den Altarraum neu und schuf dafür eine Reihe von Ausstattungsgegenständen, unter anderem einen neuen Altar.
2005 wurde der Förderverein Sankt Mariä Empfängnis Hattingen-Bredenscheid e.V. gegründet, um den Unterhalt der Kirche zu unterstützen.
Seit Anfang 2016 wird die Kirche nicht mehr genutzt. Vergebens versuchten Gemeindemitglieder, ihre Kirche als Gotteshaus zu bewahren.
2022 verkaufte die Pfarrei die Kirche, das Gemeindeheim und das Pfarrhaus in Hattingen-Bredenscheid. Ein Sanitär- und Heizungsbau-Unternehmen erwarb das Gemeindeheim für seine Verwaltung, das Pfarrhaus für private Nutzung und die Kirche für eine Ausstellung seiner Produkte. Der Altar der Kirche wurde im August 2022 in den Pfarrgarten der Kirche St. Peter und Paul in Hattingen-Mitte versetzt.
Die katholischen Gottesdienste in Bredenscheid werden seit 2022 in der Kapelle des benachbarten Hauses Theresia der Theresia-Albers-Stiftung gefeiert.

## Architektur und Ausstattung
Die Kirche steht auf dem Grundstück Hackstückstraße 38, das nach Norden ausgerichtete Gotteshaus ist als Putzbau auf Klinkersockel ausgeführt. Das Langhaus überspannt ein Satteldach, an die Nordseite des Langhauses fügen sich der Chorturm und westlich davon die Sakristei an. Der quadratische Chorturm wird von einem Zeltdach abgeschlossen, das von einer Spitze mit Wetterhahn und Kreuz bekrönt ist.
Die Kirche wird durch ein Portal an der Nordseite erschlossen, dem ein als offene Holzkonstruktion ausgeführtes Vordach vorgelagert ist. Den Altarraum der Kirche bestimmte ein Glasmosaik zur Dreifaltigkeit an der Rückwand des Altarraumes. Beherrschend war das Lamm in der Mitte einer Mandorla, über dem der Heilige Geist in Gestalt einer Taube schwebt. Die Bronzearbeiten, vor allem Hängekreuz und Tabernakel, sowie auch der Altar und die Türen des Tabernakels, stammten von Benno Werth.